# Вовк рудий

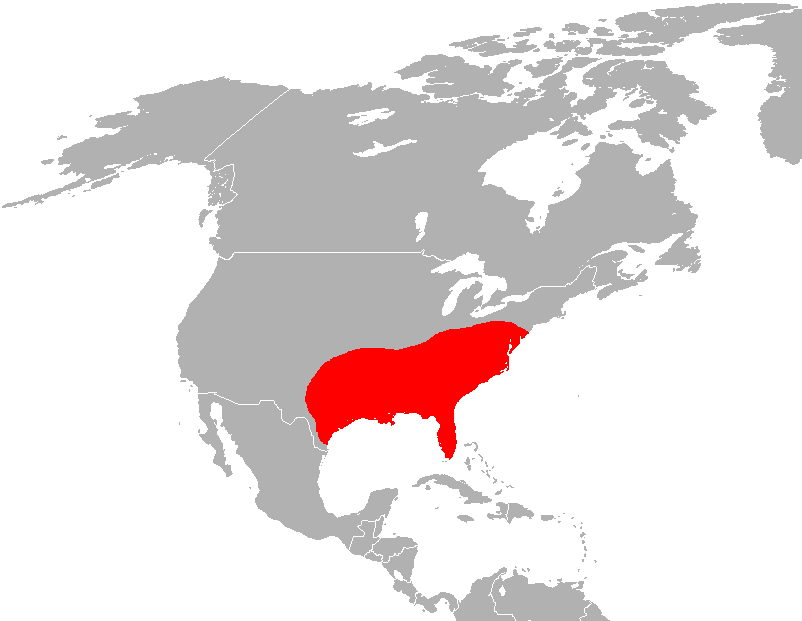
історичний ареал вовка рудого

Філогенетична гілка вовка сірого, койота й вовка рудого й вовка східного

Вовк рудий (Canis rufus або Canis lupus rufus) — вид родини псові (Canidae) ряду хижі. Цей вид перебуває на межі зникнення; він був вимерлим у дикій природі, а згодом реінтродукованим. Вовк рудий менший за вовка сірого і більший за койота. Він стрункий і довгоногий. Зараз у природі живе тільки на півострові Альбемарл у Північній Кароліні. Полює на копитних (передусім, білохвостих оленів), гризунів та інших дрібних ссавців.

## Таксономія
Таксономічний статус рудого вовка викликає широкі суперечки. Зокрема, Вілсон та ін. на основі ДНК-аналізів запропонували виділити Canis lupus lycaon і Canis rufus в окремий вид. Новак провів морфометричні дослідження черепів і також дійшов висновку, що рудий вовк, скоріш за все, не є гібридом сірого вовка (Canis lupus) й койота (Canis latrans).

## Морфологія
Морфометрія. Довжина голови й тіла: 100—130 см, хвіст: 30–42 см, висота в плечах: 66–79 см, вага: 20–40 кг.
Опис. Хоча червоний елемент хутра іноді виділяється, верхня частина тіла, як правило, є сумішшю корицево-жовтуватого, або рудувато-коричневого з сірим або чорним; спинна область, як правило, в значній мірі вкрита чорним. Морда, вуха і зовнішні поверхні кінцівок, зазвичай, руді. Нижня частина тіла від білуватого до блідо-рожево-коричневого і кінчик хвоста чорний. Є повідомлення про частково-чорних і повністю чорних особин у лісах південного сходу. Від Canis lupus відрізняється своєю вужчою пропорцією тіла і черепа, коротшою шерстю і відносно довшими ногами і вухами.

## Поведінка
Нори для вигодовування потомства розташовуються в стовбурах порожнистих дерев, берегах річок і на піщаних пагорбах. Нори, які тварина або викопує сама або захоплює собі від деяких інших тварин, в середньому ≈ 2,4 м завдовжки і зазвичай поширюються не далі, ніж на 1 м нижче поверхні. Рудий вовк в основному нічний, але може збільшити денну активність протягом зими. Полює на відносно невеликій частині території свого проживання протягом 7–10 днів, а потім переходить до іншої області. Зазначеною здобиччю є нутрії, ондатри, інші гризуни, кролики, олені, свині і падло. Основною соціальною одиницею мабуть є пари. Групи з 2–3 осіб є найпоширенішими. Нормальний вік розосередження, ймовірно, 16–22 місяців. Вокалізації є середніми між вокалізаціями Canis latrans і Canis lupus.

## Життєвий цикл
Спарювання відбувається з січня по березень, потомство з'являється на світ весною. Вагітність триває 60–63 днів. Може народитися до 12 щенят, але, як правило, народжується ≈ 4–7. Деякі з осіб у Північній Кароліні, як відомо, жили більше 4 років в дикій природі, а тривалість життя в неволі може сягати принаймні 14 років.

## Генетика
Диплоїдне число хромосом 2n=78.

## Поширення
Вид був зниклим в дикій природі в 1980 році, але був знову заселений у неї Службою рибних ресурсів та дикої природи США у 1987 році в східну частину Північної Кароліни. Загальна чисельність населення у відновленій області <150 (з яких не більше 50 дорослі особини).
Враховуючи їхнє широке історичне поширення вовк рудий, ймовірно, використовував великий набір типів середовища проживання свого часу. Остання природна популяція використовувала прибережні болота прерій південно-західної Луїзіани та південного сходу Техасу. Однак багато хто погоджується, що це середовище, ймовірно, не є типовим місцем проживання. Є свідчення того, що вид проживав у річкових лісах і болотах південного сходу США. Реінтродуковані руді вовки і їхні нащадки використовують як сільськогосподарські угіддя так і мозаїку лісу з водно-болотними угіддями.

## Загрози та охорона
Основною загрозою для збереження виду в дикій природі є гібридизація з койотом або гібридом рудий вовк + койот. Ще одна загроза — смертність від транспортних засобів. Вид знаходиться у трьох національних природних заказниках, які забезпечують важливу роль захисту цих вовків.

## Виноски
1. ↑  Wilson, P.J.; Grewal, S.; Lawford, I. D.; Heal, J. N. M.; Granacki, A. G.; Pennock, D.; Theberge, J. B.; Theberge, M. T.; Voigt, D. R.; Waddell, W.; Chambers, R. E.; Paquet, P. C.; Goulet, G.; Cluff, D.; White, B. N. DNA profiles of the eastern Canadian wolf and the red wolf provide evidence for a common evolutionary history independent of the gray wolf // Canadian Journal of Zoology. — 2000. — Вип. 78. — № 12. — С. 2156–2166. — DOI:10.1139/z00-158. (англ.)
2. ↑  Nowak, R. M. The original status of Wolves in Eastern North America // Southeastern Naturalist. — 2002. — Вип. 1. — № 2. — С. 95–130. (англ.)
3. 1 2 3  Nowak R. M. Walker's carnivores of the world. — JHU Press, 2005. — С. 99, 100. (англ.)
4. ↑  Kelly, B. T.; Beyer, A.; Phillips, M. K. Red wolf / Canids, foxes, wolves, jackals, and dogs. — IUCN, 2004. — С. 87–92. (англ.)
5. 1 2 3  Вебсайт [Архівовано 21 вересня 2011 у Wayback Machine.] МСОП